# Grande Prêmio da Espanha de 2021
Grande Prêmio da Espanha de 2021 (formalmente denominado Formula 1 Aramco Gran Premio de España 2021) foi a quarta etapa da temporada de 2021 da Fórmula 1. Foi disputada em 9 de maio de 2021 no Circuito de Barcelona-Catalunha, Montmeló, Espanha.

## Relatório

### Antecedentes
A corrida foi a quarta etapa do Campeonato Mundial de Fórmula 1 de 2021, a 61ª edição do Grande Prêmio da Espanha, a 51ª vez que foi apresentada como uma etapa do Campeonato Mundial e a 31ª vez que o Grande Prêmio da Espanha ocorreu no Circuito de Barcelona-Catalunha. Esta foi a primeira corrida de Fórmula 1 realizada neste layout do circuito, com a curva 10 tendo sido remodelada de um grampo de cabelo apertado para uma curva mais rápida, para melhorar a segurança dos pilotos. 
Os pilotos e equipes eram os mesmos da lista de inscritos da temporada, sem pilotos substitutos adicionais para a corrida. Robert Kubica dirigiu na primeira sessão de treinos pela Alfa Romeo Racing no lugar de Kimi Räikkönen, enquanto Roy Nissany dirigiu pela Williams, substituindo George Russell.  A fornecedora de pneus Pirelli trouxe os compostos de pneus C1, C2 e C3 (designados duro, médio e macio, respectivamente) para as equipes usarem no evento.

### Treino classificatório
| Pos.                  | Não. | Piloto             | Construtor        | Tempos de qualificação | Tempos de qualificação | Tempos de qualificação | Grid final |
| Pos.                  | Não. | Piloto             | Construtor        | Q1                     | Q2                     | Q3                     | Grid final |
| --------------------- | ---- | ------------------ | ----------------- | ---------------------- | ---------------------- | ---------------------- | ---------- |
| 1                     | 44   | Lewis Hamilton     | Mercedes          | 1:18.245               | 1:17.166               | 1:16.741               | 1          |
| 2                     | 33   | Max Verstappen     | Red Bull Racing   | 1:18.090               | 1:16.922               | 1:16.777               | 2          |
| 3                     | 77   | Valtteri Bottas    | Mercedes          | 1:18.005               | 1:17.142               | 1:16.873               | 3          |
| 4                     | 16   | Carlos Leclerc     | Ferrari           | 1:18.041               | 1:17.717               | 1:17.510               | 4          |
| 5                     | 31   | Esteban Ocon       | Alpine            | 1:18.281               | 1:17.743               | 1:17.580               | 5          |
| 6                     | 55   | Carlos Sainz Jr.   | Ferrari           | 1:18.205               | 1:17.656               | 1:17.620               | 6          |
| 7                     | 3    | Daniel Ricardo     | McLaren           | 1:18.264               | 1:17.719               | 1:17.622               | 7          |
| 8                     | 11   | Sergio Pérez       | Red Bull Racing   | 1:18.203               | 1:17.669               | 1:17.701               | 8          |
| 9                     | 4    | Lando Norris       | McLaren           | 1:17.821               | 1:17.696               | 1:18.010               | 9          |
| 10                    | 14   | Fernando Alonso    | Alpine            | 1:18.281               | 1:17.966               | 1:18.147               | 10         |
| 11                    | 18   | Lance Stroll       | Aston Martin      | 1:18.241               | 1:17.974               | N / D                  | 11         |
| 12                    | 10   | Pierre Gasly       | AlphaTauri        | 1:18.190               | 1:17.982               | N / D                  | 12         |
| 13                    | 5    | Sebastião Vettel   | Aston Martin      | 1:18.289               | 1:18.079               | N / D                  | 13         |
| 14                    | 99   | Antonio Giovinazzi | Alfa Romeo Racing | 1:18.549               | 1:18.356               | N / D                  | 14         |
| 15                    | 63   | George Russel      | Williams          | 1:18.445               | 1:19.154               | N / D                  | 15         |
| 16                    | 22   | Yuki Tsunoda       | AlphaTauri        | 1:18.556               | N / D                  | N / D                  | 16         |
| 17                    | 7    | Kimi Raikkonen     | Alfa Romeo Racing | 1:18.917               | N / D                  | N / D                  | 17         |
| 18                    | 47   | Mick Schumacher    | Haas              | 1:19.117               | N / D                  | N / D                  | 18         |
| 19                    | 6    | Nicolas Latifi     | Williams          | 1:19.219               | N / D                  | N / D                  | 19         |
| 20                    | 9    | Nikita Mazepin     | Haas              | 1:19.807               | N / D                  | N / D                  | 20 1       |
| 107% tempo : 1:23.268 |      |                    |                   |                        |                        |                        |            |
|                       |      |                    |                   |                        |                        |                        |            |

### Corrida
| Pos. | Não. | Motorista          | Construtor        | Voltas | Tempo/Aposentado | Grade | Pontos |
| --- | ---- | ------------------ | ----------------- | ------ | ---------------- | ----- | ------ |
| 1 | 44   | Lewis Hamilton     | Mercedes          | 66     | 1:33:07.680      | 1     | 25     |
| 2 | 33   | Max Verstappen     | Red Bull Racing   | 66     | +15.841          | 2     | 19 1   |
| 3 | 77   | Valtteri Bottas    | Mercedes          | 66     | +26.610          | 3     | 15     |
| 4 | 16   | Carlos Leclerc     | Ferrari           | 66     | +54.616          | 4     | 12     |
| 5 | 11   | Sergio Pérez       | Red Bull Racing   | 66     | +1:03.671        | 8     | 10     |
| 6 | 3    | Daniel Ricardo     | McLaren           | 66     | +1:13.768        | 7     | 8      |
| 7 | 55   | Carlos Sainz Jr.   | Ferrari           | 66     | +1:14.670        | 6     | 6      |
| 8 | 4    | Lando Norris       | McLaren           | 65     | +1 volta         | 9     | 4      |
| 9 | 31   | Esteban Ocon       | Alpine            | 65     | +1 volta         | 5     | 2      |
| 10 | 10   | Pierre Gasly       | AlphaTauri        | 65     | +1 volta         | 12    | 1      |
| 11 | 18   | Lance Stroll       | Aston Martin      | 65     | +1 volta         | 11    |        |
| 12 | 7    | Kimi Raikkonen     | Alfa Romeo Racing | 65     | +1 volta         | 17    |        |
| 13 | 5    | Sebastião Vettel   | Aston Martin      | 65     | +1 volta         | 13    |        |
| 14 | 63   | George Russel      | Williams          | 65     | +1 volta         | 15    |        |
| 15 | 99   | Antonio Giovinazzi | Alfa Romeo Racing | 65     | +1 volta         | 14    |        |
| 16 | 6    | Nicolas Latifi     | Williams          | 65     | +1 volta         | 19    |        |
| 17 | 14   | Fernando Alonso    | Alpine            | 65     | +1 volta         | 10    |        |
| 18 | 47   | Mick Schumacher    | Haas              | 64     | +2 voltas        | 18    |        |
| 19 | 9    | Nikita Mazepin     | Haas              | 64     | +2 voltas        | 20    |        |
| Retirado                                                                                                 | 22   | Yuki Tsunoda       | AlphaTauri        | 6      | Elétrica         | 16    |        |
| Volta mais rápida : Max Verstappen ( Red Bull Racing) – 1:18.149 (volta 62) - Tempo recorde no circuto*. |      |                    |                   |        |                  |       |        |
| |      |                    |                   |        |                  |       |        |

## Classificação do campeonato após a corrida
| Ganho  | Pos. | Motorista       | Pontos |
| ------ | ---- | --------------- | ------ |
|        | 1    | Lewis Hamilton  | 94     |
|        | 2    | Max Verstappen  | 80     |
| +1     | 3    | Valtteri Bottas | 47     |
| - 1    | 4    | Lando Norris    | 41     |
|        | 5    | Carlos Leclerc  | 40     |
| Fonte: |      |                 |        |

|        | Pos. | Construtor      | Pontos |
| ------ | ---- | --------------- | ------ |
|        | 1    | Mercedes        | 141    |
|        | 2    | Red Bull Racing | 112    |
|        | 3    | McLaren         | 65     |
|        | 4    | Ferrari         | 60     |
|        | 5    | Alpine          | 15     |
| Fonte: |      |                 |        |

- Observação : apenas as cinco primeiras posições estão incluídas em ambas as classificações.